# Tina (musical)
Tina: The Tina Turner Musical es un musical jukebox basado en la vida de la cantante Tina Turner que incluye gran parte de los éxitos de su carrera, tanto de su etapa en solitario como de su época con Ike Turner. Escrito por Katori Hall, Frank Ketelaar y Kees Prins, el libreto repasa la trayectoria de la artista desde sus orígenes humildes en Nutbush, Tennessee, hasta su consagración definitiva como estrella del rock and roll.
El espectáculo se estrenó en 2018 en el Aldwych Theatre de Londres, dirigido por Phyllida Lloyd, y desde entonces también ha podido verse en Broadway y en diferentes ciudades a lo largo de todo el mundo.

## Desarrollo
A mediados de 2015, la compañía Stage Entertainment comenzó a trabajar en un nuevo musical basado en la vida de la cantante Tina Turner utilizando sus grandes éxitos como hilo conductor. Frank Ketelaar y Kees Prins, guionistas con una extensa trayectoria en Países Bajos, fueron contratados para escribir el primer esbozo del libreto, si bien la versión definitiva corrió a cargo de la dramaturga Katori Hall. Originaria de Tennessee, Hall buscó un acercamiento al personaje desde la honestidad, haciendo énfasis en el contexto social en el que se desarrollan los hechos. También quiso alejarse del arquetipo de musical jukebox y para ello se aseguró de que cada canción cumpliese una función dramática en la historia.
El primer workshop se llevó a cabo el 16 de diciembre de 2016 en la ciudad de Londres y contó con la presencia de la propia Tina Turner, productora ejecutiva de la obra junto a su marido Erwin Bach. La actriz estadounidense Adrienne Warren, quien después estrenaría el espectáculo en el West End y en Broadway, interpretó el papel protagonista en este taller.

## Producciones

### West End
Tina tuvo su première mundial el 17 de abril de 2018 en el Aldwych Theatre de Londres, con funciones previas desde el 21 de marzo y un reparto liderado por Adrienne Warren como Tina Turner, Kobna Holdbrook-Smith como Ike Turner, Madeline Appiah como Zelma Bullock, Gerard McCarthy como Erwin Bach, Lorna Gayle como Gran Georgeanna, Ryan O’Donnell como Roger Davies, Francesca Jackson como Rhonda Graam, Aisha Jawando como Alline Bullock, Tom Godwin como Phil Spector y Natey Jones como Raymond Hill. El equipo creativo lo formaron Phyllida Lloyd en la dirección, Anthony Van Laast en la coreografía, Mark Thompson en el diseño de escenografía y vestuario, Bruno Poet en el diseño de iluminación, Nevin Steinberg en el diseño de sonido, Jeff Sugg en el diseño de proyecciones y Nicholas Skilbeck en la supervisión musical.
La respuesta de la crítica fue en general positiva y en la edición de 2019 de los premios Olivier el espectáculo recibió tres nominaciones, imponiéndose finalmente en la categoría de mejor actor (Kobna Holdbrook-Smith).
El 16 de marzo de 2020, la producción se vio obligada a echar el cierre de manera provisional debido a la pandemia de COVID-19. Tras año y medio de inactividad, Tina reanudó las representaciones el 5 de agosto de 2021.

### Broadway
El estreno en Broadway tuvo lugar el 7 de noviembre de 2019 en el Lunt-Fontanne Theatre, con funciones previas desde el 12 de octubre y el mismo equipo detrás que su homólogo londinense. Adrienne Warren volvió a ponerse en la piel de Tina Turner, acompañada en esta ocasión de Daniel J. Watts como Ike Turner, Dawnn Lewis como Zelma Bullock, Ross Lekites como Erwin Bach, Myra Lucretia Taylor como Gran Georgeanna, Charlie Franklin como Roger Davies, Jessica Rush como Rhonda Graam, Mars Rucker como Alline Bullock, Steven Booth como Phil Spector y Gerald Caesar como Raymond Hill.
La versión neoyorquina de Tina también sufrió los efectos de la pandemia de COVID-19 y el 12 de marzo de 2020 se vio forzada a bajar la persiana temporalmente. Una vez que las circunstancias lo permitieron, el montaje reabrió sus puertas el 8 de octubre de 2021 y permaneció en cartel hasta el 14 de agosto de 2022, realizando un total de 482 funciones regulares y 27 previas.

### Madrid
En España levantó el telón oficialmente el 30 de septiembre de 2021 en el Teatro Coliseum de Madrid, protagonizado por Kery Sankoh como Tina Turner (alternándose con Astrid Jones), Rone Reinoso como Ike Turner, Juno Kotto King como Zelma Bullock, Oriol Anglada como Erwin Bach, Ileana Wilson como Gran Georgeanna, Pedro Martell como Roger Davies, Anna Lagares como Rhonda Graam, Aisha Fay como Alline Bullock, Carlos Báez como Phil Spector y Yefry Xander como Raymond Hill. La producción española fue una réplica exacta del resto de puestas en escena internacionales y contó con Katherine Hare como directora asociada, Alejandro de los Santos como director residente y Xavier Torras como director musical. La adaptación al castellano llevó la firma de Miguel Antelo, si bien gran parte de las canciones se mantuvieron en su idioma original.
Tras dos temporadas en cartel y 441 funciones, Tina se despidió de Madrid el 8 de enero de 2023, habiendo sido visto por más de 300 000 espectadores.

### Otras producciones
Tina se ha representado en países como Alemania, Australia, Canadá, España, Estados Unidos, Irlanda, Países Bajos o Reino Unido, y ha sido traducido a varios idiomas diferentes. En total ha sido visto por más de 2,7 millones de personas en todo el mundo.
Tras el cierre en Broadway, el espectáculo emprendió una gira por Norteamérica que dio comienzo el 11 de septiembre de 2022 en el Providence Performing Arts Center y concluyó el 4 de agosto de 2024 en el Proctor's Theatre de Schenectady.

## Números musicales
| Acto I - «Etherland»/«Song of Mystic Law» - «Nutbush City Limits» - «Don't Turn Around» - «Shake a Tailfeather» - «Rocket 88» - «Matchbox» - «She Made My Blood Run Cold» - «It's Gonna Work Out Fine» - «A Fool in Love» - «Let's Stay Together» - «Better Be Good to Me» - «I Want to Take You Higher» - «River Deep – Mountain High» - «Be Tender With Me Baby» - «Proud Mary» - «I Don't Wanna Fight No More» | Acto II - «Private Dancer» - «Disco Inferno» - «Open Arms» - «I Can't Stand the Rain» - «Tonight» - «What's Love Got to Do with It» - «Don't Turn Around (Reprise)» - «We Don't Need Another Hero» - «(Simply) The Best» - «Finale: Nutbush City Limits»/«Proud Mary» |

Este listado de canciones corresponde a la versión revisada de cara al estreno en Broadway, que es la que después se ha utilizado en todas las producciones internacionales. El cambio más significativo respecto al montaje original de Londres fue la inclusión de los números musicales «She Made My Blood Run Cold» y «Rocket 88», este último en sustitución de «The Hunter».

## Repartos originales
| Personaje                    | West End (2018)       | Broadway (2019)       | Madrid (2021)    | Gira en Norteamérica (2022)    | Gira en Norteamérica (2024) | Gira en Reino Unido (2025)                   |
| Tina Turner                  | Adrienne Warren       | Adrienne Warren       | Kery Sankoh      | Naomi Rodgers Zurin Villanueva | Jayna Elise                 | Elle Ma-Kinga N'Zuzi Jochebel Ohene MaCcarth |
| Ike Turner                   | Kobna Holdbrook-Smith | Daniel J. Watts       | Rone Reinoso     | Garrett Turner                 | Sterling Baker-McClary      | David King-Yombo                             |
| Zelma Bullock                | Madeline Appiah       | Dawnn Lewis           | Juno Kotto King  | Roz White                      | Elaina Walton               | Letitia Hector                               |
| Erwin Bach                   | Gerard McCarthy       | Ross Lekites          | Oriol Anglada    | Max Falls                      | Steven Sawan                | William Beckerleg                            |
| Gran Georgeanna              | Lorna Gayle           | Myra Lucretia Taylor  | Ileana Wilson    | Ann Nesby                      | Deidre Lang                 | Claude East                                  |
| Roger Davies                 | Ryan O’Donnell        | Charlie Franklin      | Pedro Martell    | Zachary Freier-Harrison        | Joe Hornberger              | Isaac Elder                                  |
| Rhonda Graam                 | Francesca Jackson     | Jessica Rush          | Anna Lagares     | Lael Van Keuren                | Kristen Daniels             | Gemma Sutton                                 |
| Alline Bullock               | Aisha Jawando         | Mars Rucker           | Aisha Fay        | Parris Lewis                   | Mya Bryant                  | Georgia Gillam                               |
| Phil Spector / Terry Britten | Tom Godwin            | Steven Booth          | Carlos Báez      | Geoffrey Kidwell               | Bear Manescalchi            | Martin Allanson                              |
| Raymond Hill                 | Natey Jones           | Gerald Caesar         | Yefry Xander     | Taylor A. Blackman             | Maurice Alpharicio          | Kyle Richardson                              |
| Richard Bullock              | Natey Jones           | David Jennings        | Kevin Tuku       | Carlton Terrence Taylor        | Darius J. Manuel            | Rushand Chambers                             |
| Carpenter / Martyn Ware      | Jason Langley         | Robert Lenzi          | Nico Baumgärtner | Chris Stevens                  | Hunter Torr                 | Richard Taylor Woods                         |
| Craig Hill                   | Kit Esuruoso          | Matthew Griffin       | Marcos Oli       | Andre Hinds                    | Maurice Alpharicio          | Kane Matthews                                |
| Ronnie Turner                | Baker Mukasa          | Jhardon Dishon Milton | Hansel Moya      | Antonio Beverly                | Sterling Baker-McClary      | Daniel N'Guessan-López                       |

Reemplazos destacados en el West End
- Tina Turner: Nkeki Obi-Melekwe, Aisha Jawando, Elesha Paul Moses, Kristina Love, Karis Anderson, Zoe Birkett, Fleur East
- Ike Turner: Ashley Zhangazha, Jammy Kasongo, Caleb Roberts, Okezie Morro, Rolan Bell

Reemplazos destacados en Broadway
- Tina Turner: Nkeki Obi-Melekwe
- Ike Turner: Nick Rashad Burroughs

Reemplazos destacados en Madrid
- Erwin Bach: Nacho Casares
- Rhonda Graam: Xenia García
- Craig Hill: Álvaro Siankope

## Grabaciones
Hasta la fecha se han editado los álbumes interpretados por los elencos de Londres (2019), Hamburgo (2019) y Utrecht (2021).

## Premios y nominaciones

### Producción original del West End
| Año  | Premio                         | Categoría                      | Nominado                 | Resultado |
| ---- | ------------------------------ | ------------------------------ | ------------------------ | --------- |
| 2018 | Evening Standard Theatre Award | Mejor intérprete en un musical | Adrienne Warren          | Nominada  |
| 2018 | Evening Standard Theatre Award | Mejor director                 | Phyllida Lloyd           | Nominada  |
| 2018 | Stage Debut Award              | Mejor debut en el West End     | Adrienne Warren          | Nominada  |
| 2019 | Olivier Award                  | Mejor musical nuevo            | Mejor musical nuevo      | Nominado  |
| 2019 | Olivier Award                  | Mejor actriz en un musical     | Adrienne Warren          | Nominada  |
| 2019 | Olivier Award                  | Mejor actor en un musical      | Kobna Holdbrook-Smith    | Ganador   |
| 2019 | Black British Theatre Award    | Mejor producción musical       | Mejor producción musical | Nominado  |
| 2019 | Black British Theatre Award    | Mejor actor en un musical      | Kobna Holdbrook-Smith    | Nominado  |
| 2019 | WhatsOnStage Award             | Mejor musical nuevo            | Mejor musical nuevo      | Nominado  |
| 2019 | WhatsOnStage Award             | Mejor actriz en un musical     | Adrienne Warren          | Nominada  |
| 2019 | WhatsOnStage Award             | Mejor actor en un musical      | Kobna Holdbrook-Smith    | Nominado  |
| 2019 | WhatsOnStage Award             | Mejor póster                   | Mejor póster             | Nominado  |
| 2020 | Black British Theatre Award    | Mejor musical                  | Mejor musical            | Nominado  |
| 2020 | Black British Theatre Award    | Mejor actriz en un musical     | Aisha Jawando            | Nominada  |

### Producción original de Broadway
| Año  | Premio                     | Categoría                                     | Nominado                                | Resultado |
| ---- | -------------------------- | --------------------------------------------- | --------------------------------------- | --------- |
| 2020 | Tony Award                 | Mejor musical                                 | Mejor musical                           | Nominado  |
| 2020 | Tony Award                 | Mejor libreto de un musical                   | Katori Hall, Frank Ketelaar, Kees Prins | Nominados |
| 2020 | Tony Award                 | Mejor actriz principal en un musical          | Adrienne Warren                         | Ganadora  |
| 2020 | Tony Award                 | Mejor actor de reparto en un musical          | Daniel J. Watts                         | Nominado  |
| 2020 | Tony Award                 | Mejor actriz de reparto en un musical         | Myra Lucretia Taylor                    | Nominada  |
| 2020 | Tony Award                 | Mejor dirección en un musical                 | Phyllida Lloyd                          | Nominada  |
| 2020 | Tony Award                 | Mejor coreografía                             | Anthony Van Laast                       | Nominado  |
| 2020 | Tony Award                 | Mejores orquestaciones                        | Ethan Popp                              | Nominado  |
| 2020 | Tony Award                 | Mejor diseño de escenografía en un musical    | Mark Thompson, Jeff Sugg                | Nominados |
| 2020 | Tony Award                 | Mejor diseño de vestuario en un musical       | Mark Thompson                           | Nominado  |
| 2020 | Tony Award                 | Mejor diseño de iluminación en un musical     | Bruno Poet                              | Nominado  |
| 2020 | Tony Award                 | Mejor diseño de sonido en un musical          | Nevin Steinberg                         | Nominado  |
| 2020 | Drama Desk Award           | Mejor actriz en un musical                    | Adrienne Warren                         | Ganadora  |
| 2020 | Drama Desk Award           | Mejor diseño de vestuario en un musical       | Mark Thompson                           | Nominado  |
| 2020 | Drama Desk Award           | Mejor diseño de iluminación en un musical     | Bruno Poet                              | Nominado  |
| 2020 | Drama Desk Award           | Mejor diseño de peluquería                    | Campbell Young Associates               | Ganadores |
| 2020 | Drama League Award         | Mejor producción de un musical                | Mejor producción de un musical          | Nominado  |
| 2020 | Drama League Award         | Mejor intérprete                              | Adrienne Warren                         | Nominada  |
| 2020 | Outer Critics Circle Award | Mejor musical de Broadway nuevo               | Mejor musical de Broadway nuevo         | Ganador   |
| 2020 | Outer Critics Circle Award | Mejor coreografía                             | Anthony Van Laast                       | Ganador   |
| 2020 | Outer Critics Circle Award | Mejor actriz en un musical                    | Adrienne Warren                         | Ganadora  |
| 2020 | Outer Critics Circle Award | Mejor intérprete de reparto en un musical     | Daniel J. Watts                         | Ganador   |
| 2020 | Outer Critics Circle Award | Mejor diseño de vestuario                     | Mark Thompson                           | Ganador   |
| 2022 | Chita Rivera Award         | Mejor bailarina en un espectáculo de Broadway | Adrienne Warren                         | Nominada  |

### Producción original de Madrid
| Año  | Premio                    | Categoría                          | Nominado                  | Resultado |
| ---- | ------------------------- | ---------------------------------- | ------------------------- | --------- |
| 2022 | Premio del Teatro Musical | Mejor musical                      | Mejor musical             | Ganador   |
| 2022 | Premio del Teatro Musical | Mejor dirección musical            | Xavier Torras             | Ganador   |
| 2022 | Premio del Teatro Musical | Mejor coreografía                  | Anthony Van Laast         | Nominado  |
| 2022 | Premio del Teatro Musical | Mejor escenografía                 | Mark Thompson             | Nominado  |
| 2022 | Premio del Teatro Musical | Mejor diseño de iluminación        | Bruno Poet                | Nominado  |
| 2022 | Premio del Teatro Musical | Mejor diseño de sonido             | Nevin Steinberg           | Nominado  |
| 2022 | Premio del Teatro Musical | Mejor maquillaje y peluquería      | Campbell Young Associates | Nominados |
| 2022 | Premio del Teatro Musical | Mejor figurinista                  | Mark Thompson             | Nominado  |
| 2022 | Premio del Teatro Musical | Mejor actriz protagonista          | Kery Sankoh               | Ganadora  |
| 2022 | Premio del Teatro Musical | Mejor actor protagonista           | Rone Reinoso              | Nominado  |
| 2022 | Premio del Teatro Musical | Mejor actor de reparto             | Carlos Baez               | Nominado  |
| 2022 | Premio del Teatro Musical | Interpretación destacada femenina  | Aisha Fay                 | Nominada  |
| 2022 | Premio del Teatro Musical | Interpretación destacada masculina | Kevin Tuku                | Nominado  |